# Kvarter (rymdmått)
För andra betydelser, se kvarter.
Kvarter är ett gammalt svenskt rymdmått,som kan tolkas på två sätt:
- 1/4 stop [2] = 1/8 kanna = 32,7 cl.[3]
- 1/4 tunna = 12 kannor ≈ 31 liter.[4] (Bygdemål i Älvdalen i Dalarna; i andra delar av landet sade man fjärding om samma sak.)